# Chloroclystis katherina
Chloroclystis katherina là một loài bướm đêm trong họ Geometridae.